# Adramelech (hudební skupina)
Adramelech je finská death metalová hudební skupina založená v roce 1991 ve městě Loimaa a pojmenovaná podle asyrského slunečního boha jménem Adramelech. Mezi zakládajícími členy byli baskytarista Jani Aho, bubeník Jussi Tainio a zpěvák a kytarista Jarkko Rantanen (ex-Disintered). Mezi inspirace kapely patří např. skupiny Morbid Angel, Deicide, Bolt Thrower, Grave, Sinister, Vader a Carcass.
První demo Human Extermination vyšlo v roce 1991. Debutové studiové album Psychostasia vyšlo v roce 1996.

## Diskografie
Dema
- Human Extermination (1991)
- Grip of Darkness (1992)

Studiová alba
- Psychostasia (1996)[1]
- Pure Blood Doom (1999)
- Terror of Thousand Faces (2005)

EP
- Spring of Recovery (1992)
- The Fall (1995)
- Seven (1998)